# Polypterus
Polypterus är ett släkte av fiskar. Polypterus ingår i familjen Polypteridae.
Arter enligt Catalogue of Life:
- Polypterus ansorgii
- Polypterus bichir
- Polypterus delhezi
- Polypterus mokelembembe
- Polypterus ornatipinnis
- Polypterus palmas
- Polypterus retropinnis
- Polypterus senegalus
- Polypterus teugelsi
- Polypterus weeksii

Fishbase listar ytterligare tre arter:
- Polypterus congicus
- Polypterus endlicherii
- Polypterus polli